# Associazione Calcio Martina 1947 2003-2004
Questa voce raccoglie le informazioni riguardanti l 'Associazione Calcio Martina 1947 nelle competizioni ufficiali della stagione 2003-2004.

## Stagione
Nella stagione 2003-2004 il Martina disputa il girone B del campionato di Serie C1, raccoglie sul campo 42 punti, con una penalità di un punto, i 41 punti ufficiali valgono il dodicesimo posto finale. Affidata al tecnico Gaetano Auteri la squadra pugliese non ripete le gesta della scorsa stagione, nel girone di andata raccoglie 23 punti in una solida posizione di metà classifica, nel girone di ritorno il bottino è di 19 punti, chiude il torneo un punto sopra la zona Play-out. La prima di campionato a Giulianova rinuncia a scendere in campo, per non vanificare l'eventualità di un ripescaggio in Serie B, a fine agosto ancora possibile. Grazie al piazzamento della scorsa stagione, la squadra biancoazzurra partecipa anche alla Coppa Italia Tim Cup inserita nel gruppo 6, che ha promosso il Teramo. Poi partecipa alla Coppa Italia di Serie C di competenza, ma viene subito estromessa perdendo il doppio confronto con il Brindisi.

## Rosa
| N. |                      | Ruolo | Calciatore             |
| -- | -------------------- | ----- | ---------------------- |
|    | Italia (bandiera)    | D     | Francesco Telesca      |
|    | Italia (bandiera)    | A     | Roberto Aquaro         |
|    | Italia (bandiera)    | C     | Francesco Campolattano |
|    | Italia (bandiera)    | D     | Simone Cirina          |
|    | Italia (bandiera)    | P     | Daniele Corsi          |
|    | Italia (bandiera)    | D     | Salvatore D'Alterio    |
|    | Italia (bandiera)    | C     | Michele D'Ambrosio     |
|    | Italia (bandiera)    | C     | Ciro Danucci           |
|    | Italia (bandiera)    | C     | Antonio De Leornadis   |
|    | Italia (bandiera)    | D     | Alessandro Erra        |
|    | Italia (bandiera)    | D     | Paolo Goisis           |
|    | Argentina (bandiera) | A     | Raúl Alberto González  |
|    | Italia (bandiera)    | D     | Andrea Lisuzzo         |
|    | Italia (bandiera)    | A     | Gianluca Macrì         |

| N. |                    | Ruolo | Calciatore               |
| -- | ------------------ | ----- | ------------------------ |
|    | Italia (bandiera)  | D     | Marco Mancinelli         |
|    | Italia (bandiera)  | P     | Roberto Maurantonio      |
|    | Italia (bandiera)  | A     | Orazio Mitri             |
|    | Italia (bandiera)  | A     | Riccardo Musetti         |
|    | Italia (bandiera)  | P     | Antonio Narciso          |
|    | Italia (bandiera)  | A     | Luca Pace                |
|    | Italia (bandiera)  | C     | Stefano Pastrello        |
|    | Italia (bandiera)  | A     | Francesco Piccolo        |
|    | Italia (bandiera)  | C     | Domenico Tassone         |
|    | Italia (bandiera)  | D     | Martino Traversa         |
|    | Italia (bandiera)  | C     | Aladino Valoti           |
|    | Italia (bandiera)  | D     | Pietro Varriale          |
|    | Brasile (bandiera) | A     | William Da Silva Barbosa |

## Risultati

### Serie C1

#### Girone di andata
| 31 agosto 2003 1ª giornata | Giulianova | 3 – 0 assegnato a tavolino dal Giudice Sportivo | Martina |  |

| Arbitro: | Zanardo (Conegliano) |

|                           |           |                             |
| Mitri 14’ W. Da Silva 53’ | Marcatori | 56’ Mannucci 87’ M. Moretti |

| Arbitro: | Squillace (Catanzaro) |

|                               |           |  |
| Franchi 5’ Zerbini 90’ (rig.) | Marcatori |  |

| Arbitro: | Giglioni (Siena) |

|                       |           |  |
| Mitri 53’, 65’ (rig.) | Marcatori |  |

| Arbitro: | Tonolini (Milano) |

|  |           |                  |
|  | Marcatori | 71’ Campolattano |

| Arbitro: | Diadato (Agrigento) |

|  |           |                  |
|  | Marcatori | 90+3’ Maggiolini |

| Arbitro: | Finazzi (Torino) |

|                         |           |                                          |
| Vidallé 12’, 56’ (rig.) | Marcatori | 36’ (aut.) Isolini 48’ Musetti 54’ Mitri |

| Arbitro: | Crugliano (Crotone) |

|  |           |                       |
|  | Marcatori | 37’ (aut.) G. Zanetti |

| Arbitro: | Ferrandini (Sondrio) |

|                                        |           |                                           |
| Goisis 23’ Musetti 67’ D'Alterio 90+1’ | Marcatori | 21’ Ascenzi 59’ (rig.) Pagana 64’ Tombesi |

| Arbitro: | Sacco (Civitavecchia) |

|                            |           |  |
| Califano 11’ M. Tacchi 87’ | Marcatori |  |

| Arbitro: | Herberg (Messina) |

|             |           |               |
| Musetti 71’ | Marcatori | 26’ Bertolini |

| Arbitro: | Lioce (Molfetta) |

|  |           |                 |
|  | Marcatori | 65’ W. Da Silva |

| Arbitro: | Pantana (Macerata) |

|                             |           |                                                 |
| W. Da Silva 41’, 68’ (rig.) | Marcatori | 14’, 50’ Garzon 32’ Mastrolilli 89’ Campofranco |

| Martina Franca 7 dicembre 2003 14ª giornata | Martina            | 0 – 0 | Foggia | Stadio Gian Domenico Tursi\| Arbitro: \| Mariuzzo (Venezia) \| |
| Arbitro:                                    | Mariuzzo (Venezia) |       |        |                                                                |

| Arbitro: | Tonolini (Milano) |

|                                  |           |  |
| Toledo 45’ Biancone 90+3’ (rig.) | Marcatori |  |

| Arbitro: | Velotto (Grosseto) |

|                        |           |              |
| Erra 35’ D'Alterio 89’ | Marcatori | 51’ Di Nardo |

| Arbitro: | Fiori (Perugia) |

|                |           |                                    |
| Pirro 78’, 84’ | Marcatori | 28’ (rig.), 36’ (rig.) W. Da Silva |

#### Girone di ritorno
| Arbitro: | Di Fiore (Aosta) |

|                                     |           |              |
| W. Da Silva 42’, 58’, 82’ Mitri 88’ | Marcatori | 36’ Tangorra |

| Arbitro: | Brunialti (Trento) |

|                                          |           |                 |
| Frau 49’ (rig.), 60’ (rig.) Gimmelli 81’ | Marcatori | 33’ W. Da Silva |

| Arbitro: | Orsato (Schio) |

|                     |           |                       |
| Mitri 13’ Macrì 79’ | Marcatori | 29’ Borneo 42’ Fanesi |

| Arbitro: | Barbirati (Ferrara) |

|                        |           |  |
| Vianello 1’ Aurino 89’ | Marcatori |  |

| Arbitro: | Velotto (Grosseto) |

|                      |           |  |
| Mitri 5’ Gonzalez 8’ | Marcatori |  |

| Lanciano 22 febbraio 2004 23ª giornata | Lanciano             | 0 – 0 | Martina | Stadio Guido Biondi\| Arbitro: \| Ferrandini (Sondrio) \| |
| Arbitro:                               | Ferrandini (Sondrio) |       |         |                                                           |

| Arbitro: | Iannello (Genova) |

|               |           |  |
| Mancinelli 6’ | Marcatori |  |

| Arbitro: | Marzaloni (Rimini) |

|                |           |              |
| W. Da Silva 5’ | Marcatori | 10’ Deflorio |

| Arbitro: | Iannone (Napoli) |

|              |           |  |
| G. Russo 43’ | Marcatori |  |

| Arbitro: | Vuoto (Livorno) |

|                 |           |                                |
| W. Da Silva 83’ | Marcatori | 42’ Quagliarella 78’ Lacrimini |

| Arbitro: | Ciancaleoni (Foligno) |

|                         |           |           |
| Ciarcià 66’ Beretta 81’ | Marcatori | 34’ Mitri |

| Arbitro: | Saveri (Viterbo) |

|                                                    |           |                |
| Varriale 3’ Traversa 11’ W. Da Silva 62’ Mitri 90’ | Marcatori | 81’ F. Barison |

| Arbitro: | Liberti (Genova) |

|                                  |           |  |
| Cardinale 46’ (rig.) Ventura 75’ | Marcatori |  |

| Arbitro: | Salati (Trento) |

|                                       |           |                                              |
| Del Core 47’ De Zerbi 66’, 72’ (rig.) | Marcatori | 28’ Mitri 52’ (rig.), 57’ (rig.) W. Da Silva |

| Arbitro: | Zanzi (Lugo di Romagna) |

|                            |           |  |
| Macrì 35’ Campolattano 76’ | Marcatori |  |

| Arbitro: | Gava (Conegliano) |

|                   |           |  |
| Molino 38’ (rig.) | Marcatori |  |

| Arbitro: | Squillace (Catanzaro) |

|                          |           |                                          |
| Erra 16’ Goisis 30’, 89’ | Marcatori | 4’ Luciani 18’, 32’ A. Bucchi 34’ Di Deo |

### Coppa Italia

#### Girone 6
| Arbitro: | Morganti (Ascoli Piceno) |

|           |           |                        |
| Mitri 35’ | Marcatori | 34’ Spinesi 60’ Valdes |

| 24 agosto 2003 2ª giornata | Teramo | 3 – 0 Assegnato dal Giudice Sportivo | Martina |  |

| 3 settembre 2003 3ª giornata | Ascoli | – Non disputata | Martina |  |

### Coppa Italia Serie C

#### Sedicesimi di finale
| Arbitro: | Damato (Barletta) |

|  |           |            |
|  | Marcatori | 31’ Albano |

| Arbitro: | Iannone (Napoli) |

|            |           |            |
| Albieri 2’ | Marcatori | 77’ Savino |